# صموئيل غود
صموئيل غود هو محامي وسياسي أمريكي، ولد في 21 مارس 1756 في مقاطعة تشيسترفيلد في الولايات المتحدة، وتوفي في 14 نوفمبر 1822. نشط حزبياً في الحزب الجمهوري الديمقراطي. وقد انتخب عضو مجلس نواب الولايات المتحدة عن ولاية فرجينيا ‏ وانتخب عضو مجلس النواب الأمريكي ‏.